# Caradon
Caradon (Cornisch: Karadon) was een Engels district in het graafschap Cornwall en telde 79.649 inwoners (2001). De oppervlakte bedraagt 664,3 km².
Van de bevolking is 19,2% ouder dan 65 jaar. De werkloosheid bedraagt 2,7% van de beroepsbevolking (cijfers volkstelling 2001).

## Plaatsen in district Caradon
- Lansallos
- Liskeard
- Looe
- Saltash